# Орестіс Макріс
Орестіс Макріс (грец. Ορέστης Μακρής, *30 вересня 1898, Халкіда — †29 січня 1975, Афіни) — грецький актор комедійного жанру початку 20 століття.
Акторську освіту в драматичній школі Грецького Одеум в Афінах і вперше вийшов на сцену як тенор в трупі Розалії Ніки в 1925 році. Пізніше він вступив до трупи Папаіоанну, перш ніж перейти до комедійних ролей. Орестіс Макріс досяг успіху в зображенні народних грецьких символічних персонажів, особливо ролі «п'яниці». Макріс також знявся в сорока фільмах, в основному у своїй фірмовій ролі п'яниці або ж суворого батька.
Орестіс Макріс нагороджений грецьким Орденом Фенікса. Він помер 29 січня 1975 року в Афінах і похований на Першому афінському кладовищі в родинному склепі.

## Вибрана фільмографія
| - Ο μάγος της Αθήνας (1931) - Ο μεθύστακας (1950) - Ο γρουσούζης (1952) - Το κορίτσι της γειτονιάς (1954) - Η Κάλπικη λίρα\|Η κάλπικη λίρα (1955) - Καταδικασμένη κι απ' το παιδί της (1955) - Το φιντανάκι (1955) - Η αρπαγή της Πεσεφόνης (1956) - Η θεία απ΄ το Σικάγο (1957) - Της νύχτας τα καμώματα (1957) - Το αμαξάκι (1957) - Η κυρά μας η μαμή (1958) - Μια λατέρνα, μια ζωή (1958) - Το ξύλο βγήκε από τον παράδεισο (1959) - Ο Θύμιος τα 'κανε θάλασσα (1959) | - Στουρνάρα 288 (1960) - Η Χιονάτη και τα 7 γεροντοπαλίκαρα (1960) - Της μιας δραχμής τα γιασεμιά (1960) - Έξω οι κλέφτες ( 1961 ) - Οικογένεια Παπαδοπούλου (1961) - Ο καλός μας άγγελος (1961) - Το μεροκάματο του πόνου (1963) - Ο Αριστείδης και τα κορίτσια του (1964) - Αδικημένη (1964) - Ζητιάνος μιας αγάπης (1964) - Κάθε καημός και δάκρυ (1964) - Πόνεσα πολύ για σένα (1964) - Με πόνο και με δάκρυα (1965) - Οι καταφρονεμένοι (1965) - Ένα κορίτσι αλλιώτικο απ' τ' άλλα (1968) |